# باشماق (سقز)
باشماق (سقز)، روستایی از توابع بخش زیویه شهرستان سقز در استان کردستان ایران است.

## جمعیت
این روستا در دهستان تیلکوه قرار دارد و براساس سرشماری مرکز آمار ایران در سال ۱۳۸۵، جمعیت آن ۷۶۵ نفر (۱۶۴خانوار) بوده‌است.
این روستا در حد فاصل بین سقز و دیواندره قرار دارد. زبان اصلی مردم روستا کردی سورانی است.
اقتصاد مردم وابسته به کشاورزی، دامداری، شیلات و… است.
این روستا به دلیل کوهستانی بودن و استقرار در دامنه کوه دارای زمستانهای بسیار سردی است.
روستای باشماق در ۶۵کیلومتری شهرستان سقز قرار دارد و از روستاهای اطراف ان عبارت است از: جعفر خان، تیمان قلعه، تازه اباد، و ….

## فرهنگ
این روستا دارای پیشینه فرهنگی غنی می‌باشد.